# Marlet Ospino
Marlet Ospino (* 6. September 2004) ist eine kolumbianische Leichtathletin, die sich auf den Sprint spezialisiert hat.

## Sportliche Laufbahn
Erste Erfahrungen bei internationalen Meisterschaften sammelte Marlet Ospino im Jahr 2021, als sie bei den U18-Südamerikameisterschaften in Encarnación in 25,21 s die Silbermedaille im 200-Meter-Lauf gewann und sich mit der kolumbianischen 4-mal-100-Meter-Staffel in 46,18 s die Goldmedaille sicherte. Im Jahr darauf gewann sie bei den U20-Weltmeisterschaften in Cali in 44,59 s die Bronzemedaille mit der Staffel, ehe sie bei den U23-Südamerikameisterschaften in Cascavel in 44,74 s ebenfalls die Bronzemedaille gewann. 2023 belegte sie bei den U20-Südamerikameisterschaften in Bogotá in 11,71 s den vierten Platz im 100-Meter-Lauf und anschließend wurde sie mit der Staffel bei den Zentralamerika- und Karibikspielen disqualifiziert. Bei den World Athletics Relays 2024 auf den Bahamas wurde sie in 43,92 s Sechste im C-Lauf der 2. Qualifikationsrunde über 4-mal 100 Meter für die Olympischen Spiele in Paris und verpasste somit eine Teilnahme an den Spielen. Anschließend gewann sie bei den Ibero-Amerikanischen Meisterschaften in Cuiabá in 44,34 s die Silbermedaille mit der Staffel hinter dem brasilianischen Team. Ende September gewann sie bei den U23-Südamerikameisterschaften in Bucaramanga in 11,54 s die Silbermedaille über 100 Meter hinter ihrer Landsfrau Laura Martínez und siegte in 23,25 s über 200 Meter. Zudem kam sie mit der Staffel nicht ins Ziel. Im Jahr darauf gewann sie bei den Hallensüdamerikameisterschaften in Cochabamba in 7,22 s die Silbermedaille im 60-Meter-Lauf hinter der Brasilianerin Ana Azevedo und im April gelangte sie bei den Südamerikameisterschaften in Mar del Plata mit 11,44 s auf den siebten Platz über 100 Meter. Zudem kam sie dort im Staffelbewerb nicht ins Ziel.

## Persönliche Bestzeiten
- 100 Meter: 11,24 s (+0,4 m/s), 20. September 2024 in Bucaramanga
  - 60 Meter (Halle): 7,22 s, 20. Februar 2025 in Cochabamba (kolumbianischer Rekord)
- 200 Meter: 23,25 s (−0,8 m/s), 29. September 2024 in Bucaramanga